# Chelidonium citri
Chelidonium citri är en skalbaggsart som beskrevs av J. Linsley Gressitt 1942. Chelidonium citri ingår i släktet Chelidonium och familjen långhorningar. Inga underarter finns listade i Catalogue of Life.